# Hans von Leyser
Hans von Leyser (* 28. November 1855 in Simötzel; † 11. Juni 1928 in Hamburg) war ein preußischer Generalleutnant.

## Leben

### Herkunft
Er war der Sohn des preußischen Premierleutnants a. D. Hugo von Leyser (1820–1896) auf Simötzel bei Kolberg und dessen Ehefrau Marie, geborene Steffen (1828–1892).

### Militärkarriere
Aus dem Kadettenkorps kommend wurde Leyser am 15. April 1875 als charakterisierter Portepeefähnrich dem 2. Garde-Regiment zu Fuß der Preußischen Armee überwiesen. Dort erhielt er am 14. Dezember 1875 das Patent zu seinem Dienstgrad und wurde am 17. Oktober 1876 zum Sekondeleutnant befördert. Im weiteren Verlauf seiner Militärkarriere stieg Leyser am 24. März 1909 zum Oberst auf und kommandierte vom 2. Juni 1909 bis zum 1. April 1911 das 8. Thüringische Infanterie-Regiment Nr. 153 in Altenburg. Anschließend beauftragte man ihn mit der Führung der 43. Infanterie-Brigade in Kassel. Am 1. Mai 1912 folgte mit seiner Beförderung zum Generalmajor die Ernennung zum Kommandeur dieser Brigade. Daran schloss sich ab 4. Juli 1914 eine Verwendung als Inspekteur der Landwehr-Inspektion Breslau an.
Während des Ersten Weltkriegs wurde Leyser am 18. Juni 1915 der Charakter als Generalleutnant verliehen. Als solcher hatte er ab 3. Februar 1917 das Kommando über die 227. Infanterie-Division, mit der er sich nach deren Aufstellung an den Kämpfen an der Westfront beteiligte. Leyser kam dabei u. a. in der Schlacht an der Aisne sowie während der Deutschen Frühjahrsoffensive 1918 zum Einsatz. Seine Leistungen wurden im November 1917 durch die Verleihung des Roten Adlerordens II. Klasse mit Eichenlaub und Schwertern gewürdigt.
Nach Kriegsende gab er mit der Demobilisierung am 23. Dezember 1918 sein Kommando ab und wurde in den Ruhestand versetzt.

### Familie
Leyser war mit Emilie, geborene von Wurmb verheiratet, das Ehepaar hatte drei Töchter und drei Söhne. Der Sohn Ullrich von Leyser starb als Leutnant 1917, zugeteilt einer Fliegerabteilung. Der spätere deutsche General der Infanterie und Kommandierende General Ernst von Leyser (1889–1962) war ebenso sein Sohn. Tochter Margarete war seit 1903 mit dem späteren SS-General Walter Schmitt liiert. Die Söhne Fitz und Ernst wurde höhere Stabsoffiziere.